# Даурский, Анатолий Николаевич
Анатолий Николаевич Даурский (10 сентября 1934 года, пос. Озёрный Сургутского района Тюменской области — 20 февраля 2005 года, Москва) — деятель пищевой промышленности, директор кондитерской фабрики «Красный Октябрь» в 1981—2003 годы, кандидат технических наук (1974).

## Биография
Анатолий Николаевич родился в посёлке Озерный Сургутского района Сургутского района Тюменской области.
В 1953 году окончил Тобольский промышленный техникум. В 1957 году окончил Московский технический институт рыбной промышленности и хозяйства по специальности инженер-механик по машинам и аппаратам пищевых промышленностей.
В 1958 году начал работать на кондитерской фабрике «Красный Октябрь» в должности инженера-механика. На фабрике  проработал 39 лет. В 1974 году без отрыва от производства защитил диссертацию на соискание кандидата технических наук. С 1976 по 1981 год возглавлял ВНИИ кондитерской промышленности. В 1981 году вернулся на «Красный Октябрь» директором. Внёс значительный вклад в развитие производства и модернизацию технологических процессов, повышение качества продукции столичной фабрики «Красный Октябрь».
А. Н. Даурский являлся почетным профессором Московского государственного Университета пищевых производств, членом-корреспондентом Российской инженерной академии. Автор десятков научных трудов и изобретений.
В последние годы был председателем Совета директоров ОАО Красный Октябрь», управляющий компании «Объединённые кондитеры».
Скончался 22 февраля 2005 года от внезапной остановки сердца. Похоронен на Троекуровском кладбище (участок 10а)..
22 сентября 2005 года на центральной проходной фабрики «Красный Октябрь» (Берсеневская набережная, д. 6) была установлена Памятная доска с барельефом А. Н. Даурского.

## Награды и звания
- Орден Трудового Красного Знамени[10]
- Орден Знак Почёта[10]
- Орден Святого благоверного князя Даниила Московского III степени[10]
- Заслуженный работник пищевой индустрии Российской Федерации[10]
- Лауреата премии «Звезды Москвы»[7]

## Избранные труды
- Даурский А. Н. Резание пищевых материалов: Теория процесса, машины, интенсификация / А. Н. Даурский, Ю. А. Мачихин. - М. : Пищевая промышленность, 1980.
- Даурский А. Н. Обработка пищевых продуктов резанием / А. Н. Даурский, Ю. А. Мачихин, Р. И. Хамитов; Под ред. Ю. А. Мачихина. - М. : Пищевая промышленность, 1994.